# Republica Democratică Congo
Republica Democratică Congo (în franceză République démocratique du Congo (RDC) [kɔ̃ɡo]), în mod informal Congo-Kinshasa, RD Congo, RDC, sau DROC, în trecut Zair, este o țară din Africa Centrală. Se învecinează la nord-vest cu Republica Congo, la nord cu Republica Centrafricană, la nord-est cu Sudanul de Sud, la est cu Uganda, Rwanda și Burundi, precum și cu Tanzania (de-a lungul lacului Tanganyika), la sud și sud-est de Zambia, la sud-vest de Angola și la vest de Oceanul Atlantic de Sud și exclava angoleză Cabinda. După suprafață este a doua țară ca mărime din Africa și a 11-a ca mărime din lume. Cu o populație de aproximativ 108 milioane de locuitori, Republica Democrată Congo este cea mai populată țară oficial francofonă din lume. Capitala națională și cel mai mare oraș este Kinshasa, care este și centrul economic al națiunii.
Centrat pe bazinul Congo, teritoriul RDC a fost populată pentru prima dată de culegători din Africa Centrală cu circa 90.000 de ani în urmă, expansiunea bantu ajungând acolo acum aproximativ 3.000 de ani. În vest Regatul Kongo contola gurile fluviului Congo din secolul al XIV-lea până în al XIX-lea. În nord-est, centru și est regatele Azande, Luba și Lunda au existat din secolele al XVI-lea și al XVII-lea până în secolul al XIX-lea. Regele Leopold al II-lea al Belgiei a dobândit în mod oficial drepturi asupra teritoriului Congo în 1885 și l-a declarat proprietate privată, numindu-l Statul Liber Congo. Între 1885 și 1908 armata sa colonială a forțat populația locală să producă cauciuc și a comis atrocități pe scară largă. În 1908 Leopold a cedat teritoriul, care a devenit astfel o colonie belgiană.
Congo a obținut independența față de Belgia pe 30 iunie 1960 și s-a confruntat imediat cu o serie de mișcări secesioniste, care au culminat cu preluarea puterii de Mobutu printr-o lovitură de stat în 1965. Mobutu a redenumit țara Zair în 1971 și a impus o dictatură dură până la răsturnarea sa din 1997 în Primul Război Congolez. Țara și-a schimbat apoi numele și s-a cufundat în Cel de-al Doilea Război Congolez din 1998 până în 2003, care a dus la moartea a 5,4 milioane de oameni. Războiul s-a încheiat sub președintele Joseph Kabila, care a guvernat țara între 2001 și 2019, când drepturile omului nu prea au fost respectate și au avut loc abuzuri frecvente, cum ar fi dispariții forțate, tortură, încarcerare arbitrară și restricții ale libertăților civile. După alegerile generale din 2018, în prima tranziție pașnică a puterii de la independență, Kabila a fost succedat în funcția de președinte de Félix Tshisekedi, care de atunci este președinte. Din 2015 în estul RD Congo are loc conflictul militar din Kivu.
Republica Democratică Congo este extrem de bogată în resurse naturale, dar a suferit de instabilitate politică, lipsă de infrastructură, corupție și secole de extracție și exploatare atât comercială, cât și colonială, urmate de peste 60 de ani de independență, cu puțină dezvoltare. Pe lângă capitala Kinshasa, următoarele două orașe ca mărime, Lubumbashi și Mbuji-Mayi, sunt comunități miniere. Cel mai mare export al RDC sunt materiile prime, China importând peste 50% din exporturile sale în 2019. În 2019 Congo s-a plasat după nivelul de dezvoltare umană pe locul 175 din 189 de țări conform indicelui dezvoltării umane. În 2018, după două decenii de diverse războaie civile și conflicte interne continue, aproximativ 600.000 de refugiați congolezi mai trăiau în țările vecine. Două milioane de copii riscă să moară de foame, iar luptele au deplasat 4,5 milioane de oameni. Țara este membră a Națiunilor Unite, Mișcării Nealiniate, Uniunii Africane, Comunității Africii de Est, COMESA, Comunității de Dezvoltare a Africii de Sud și Comunității Economice a Statelor Africii Centrale.

## Istorie

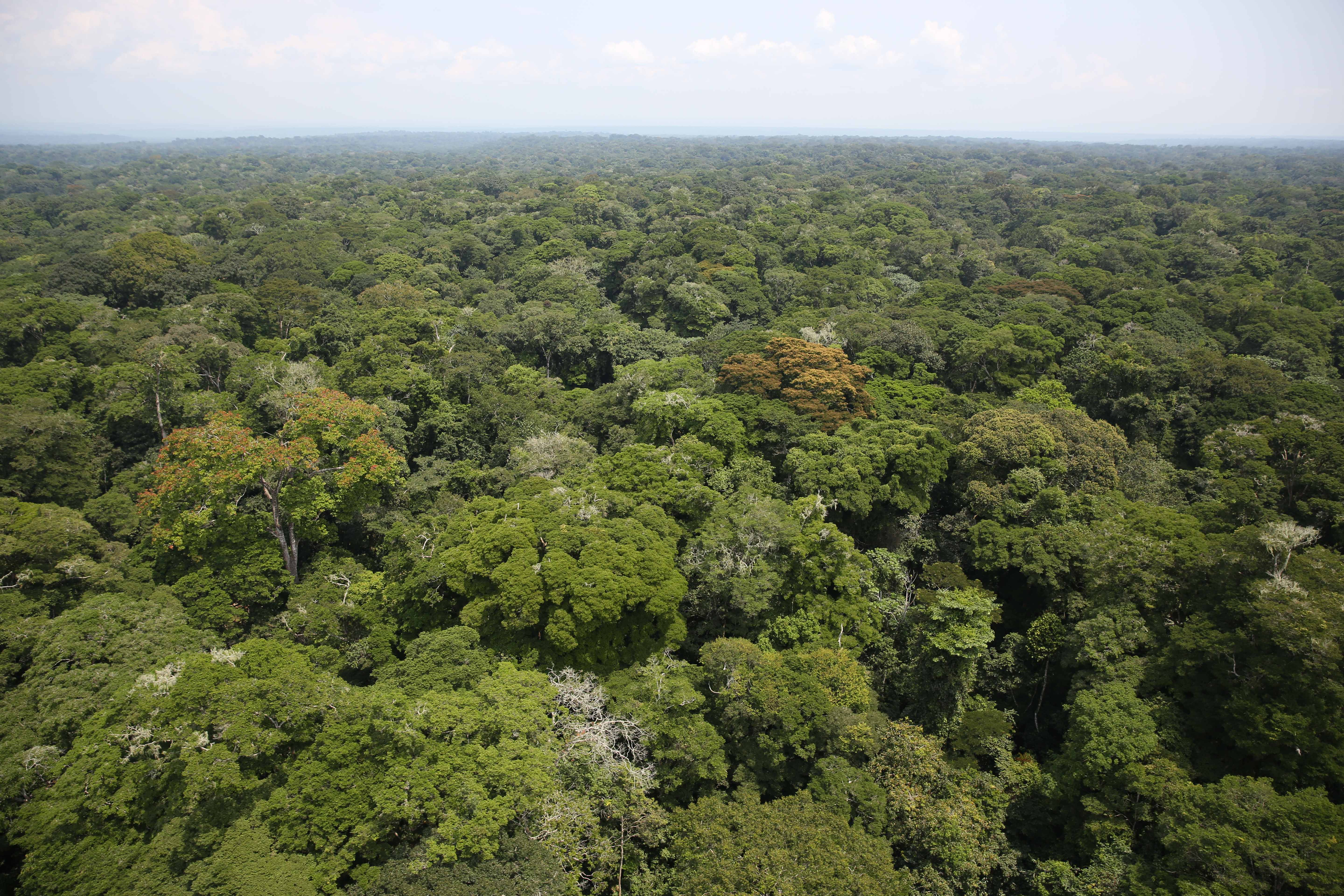
Pădurea tropicală Ituri

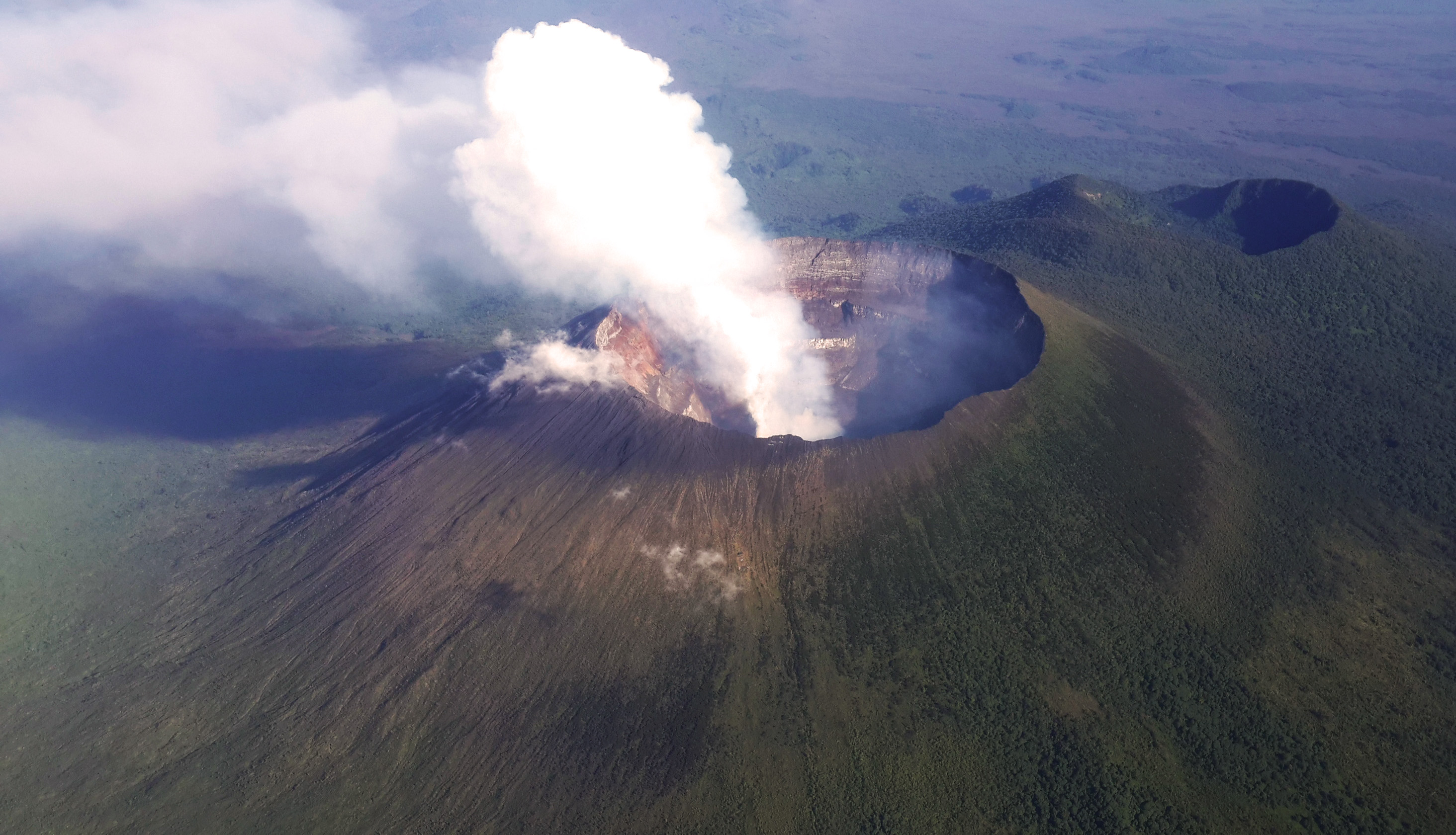
Muntele Nyiragongo, care a erupt ultima dată în 2021.

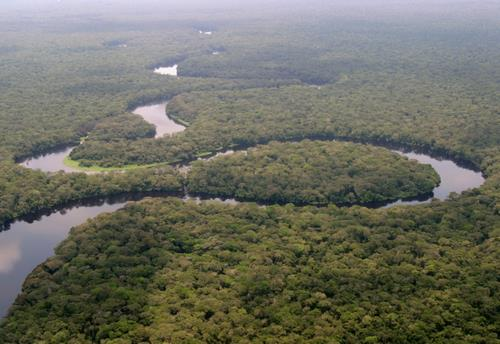
Parcul Național Salonga.

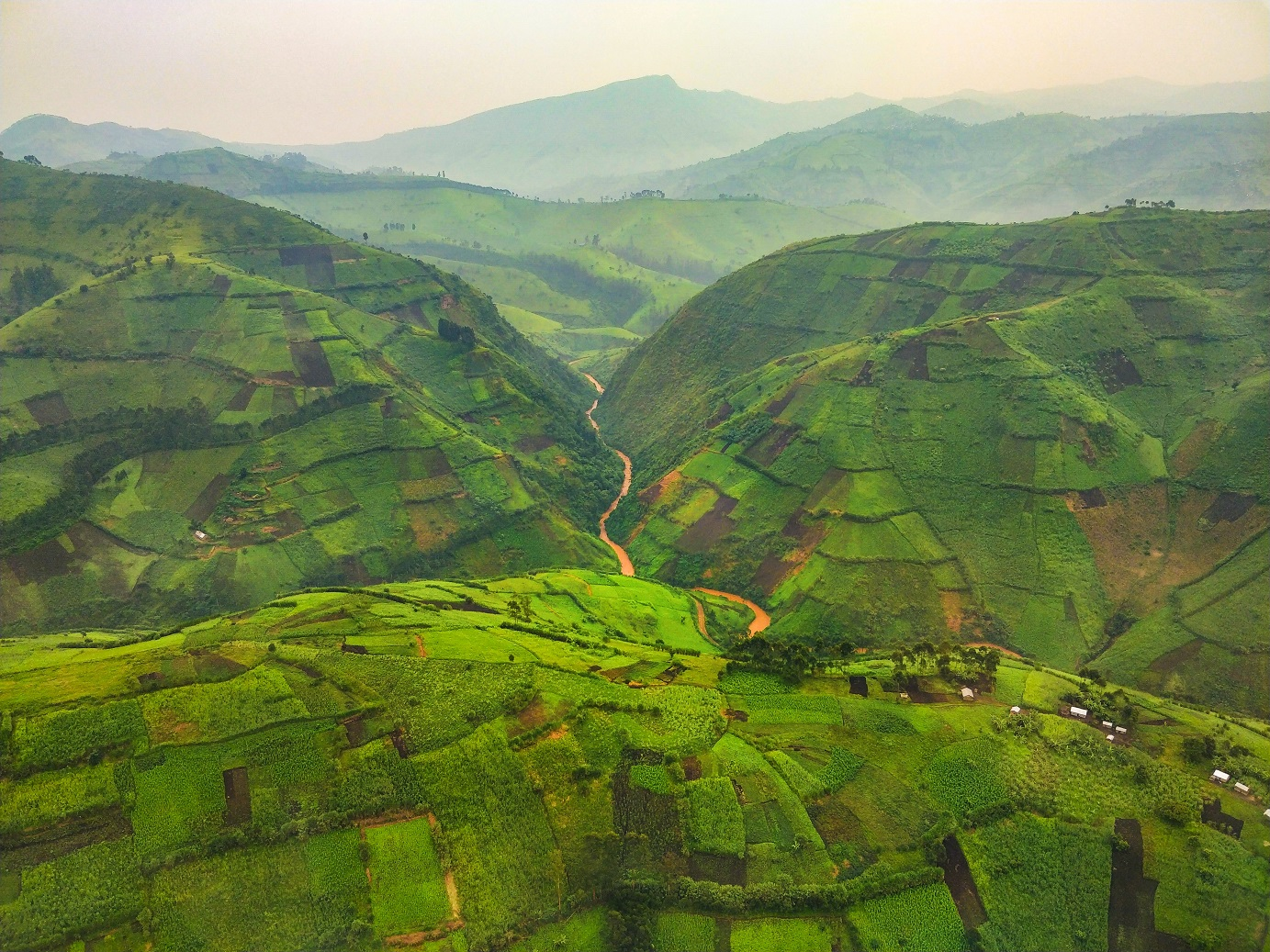
Teritoriul Masisi

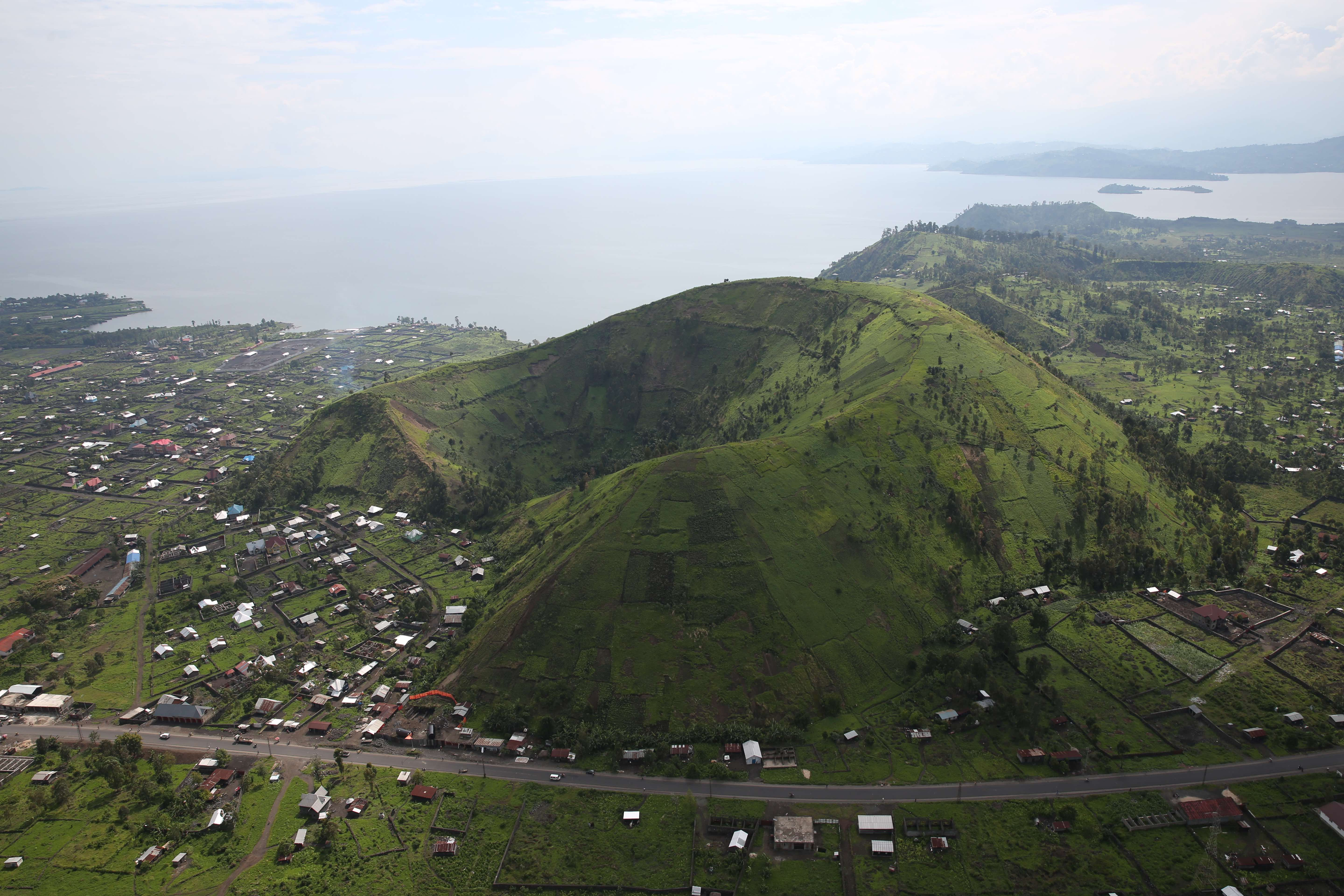
Lacul Kivu din provincia Kivu de Nord

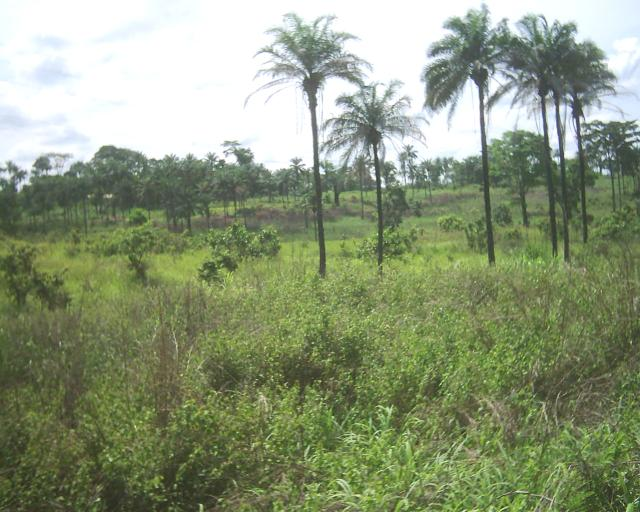
Peisajul din Congo Central

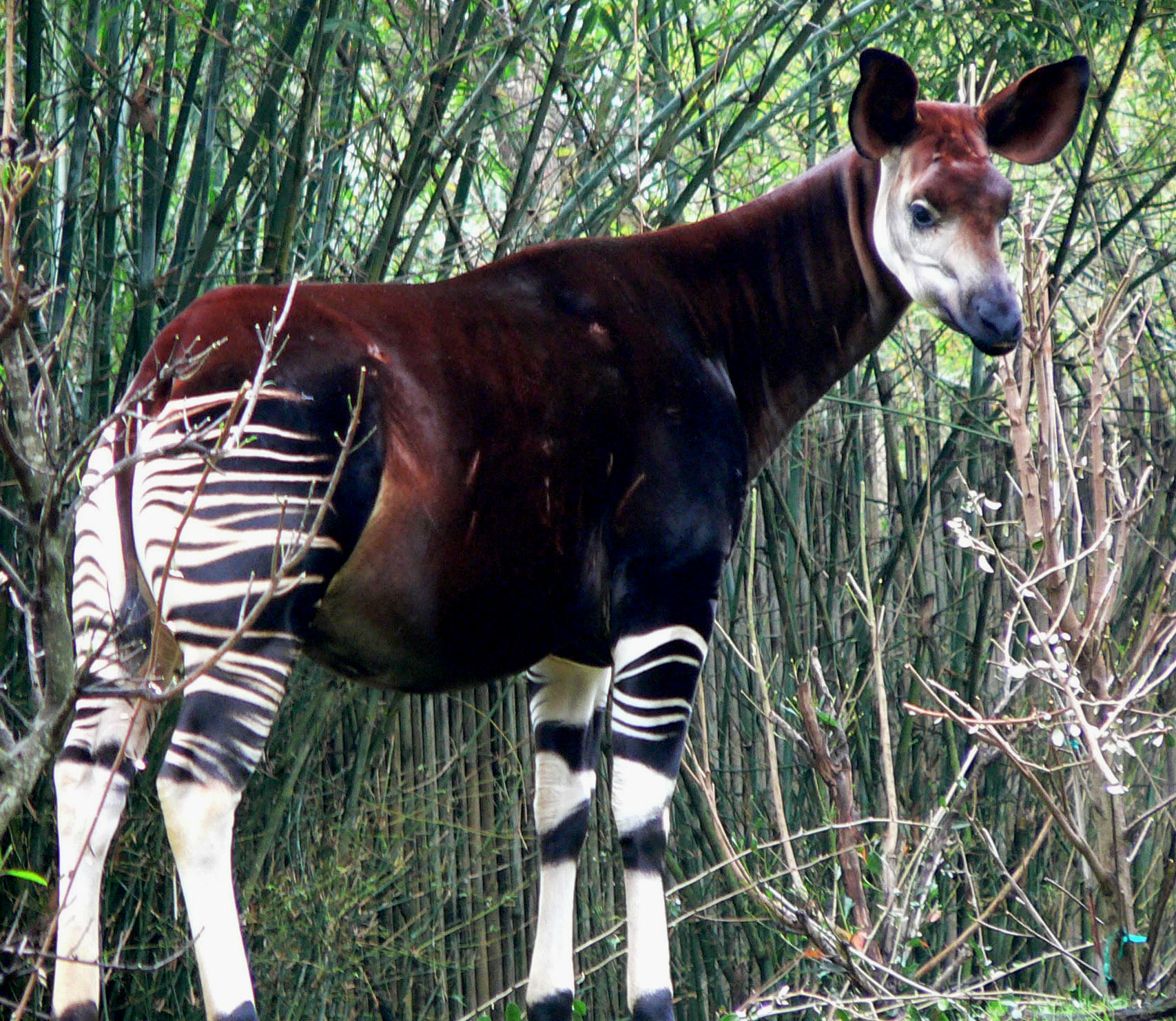
Un okapi

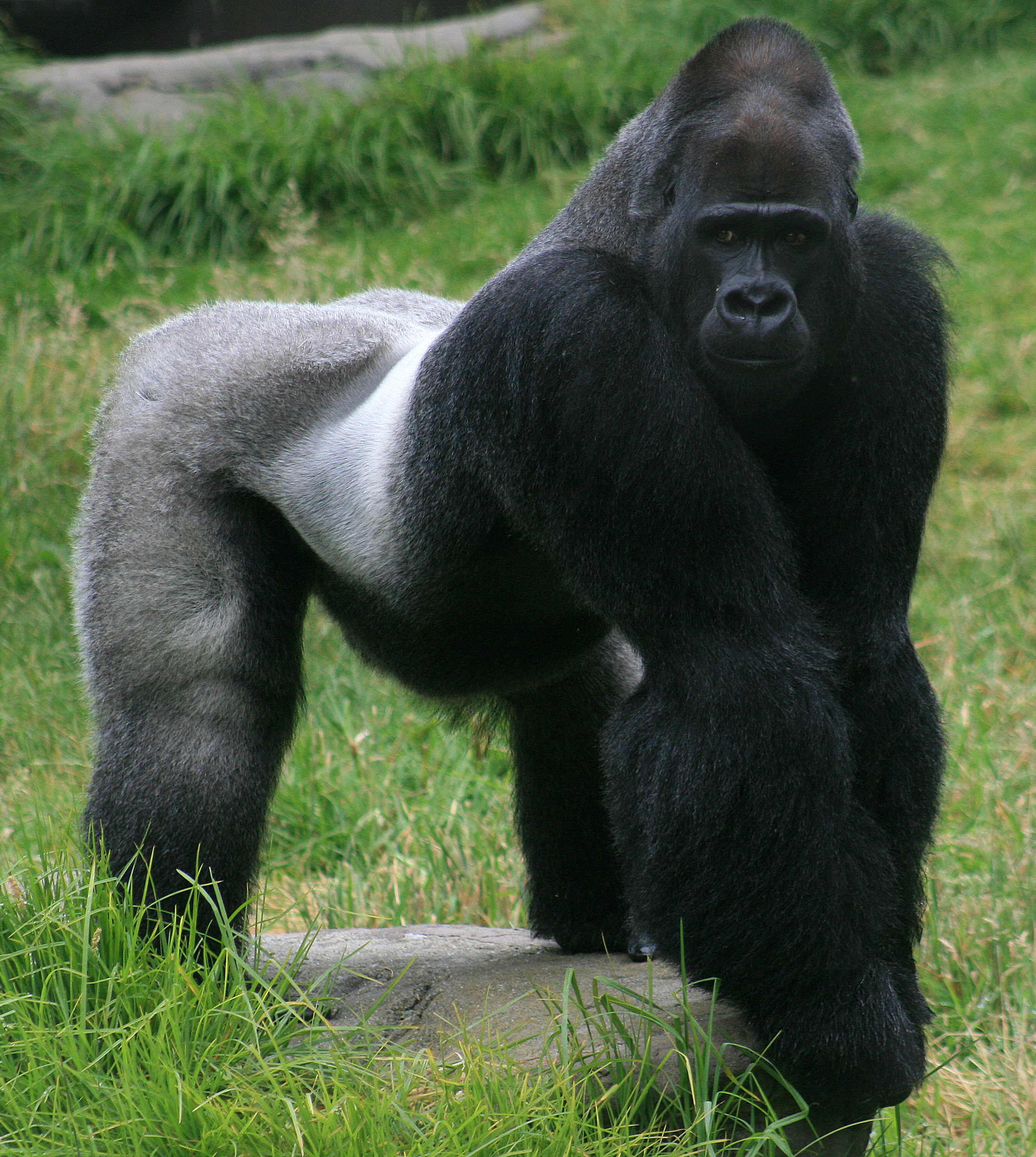
Un mascul de gorilă occidentală

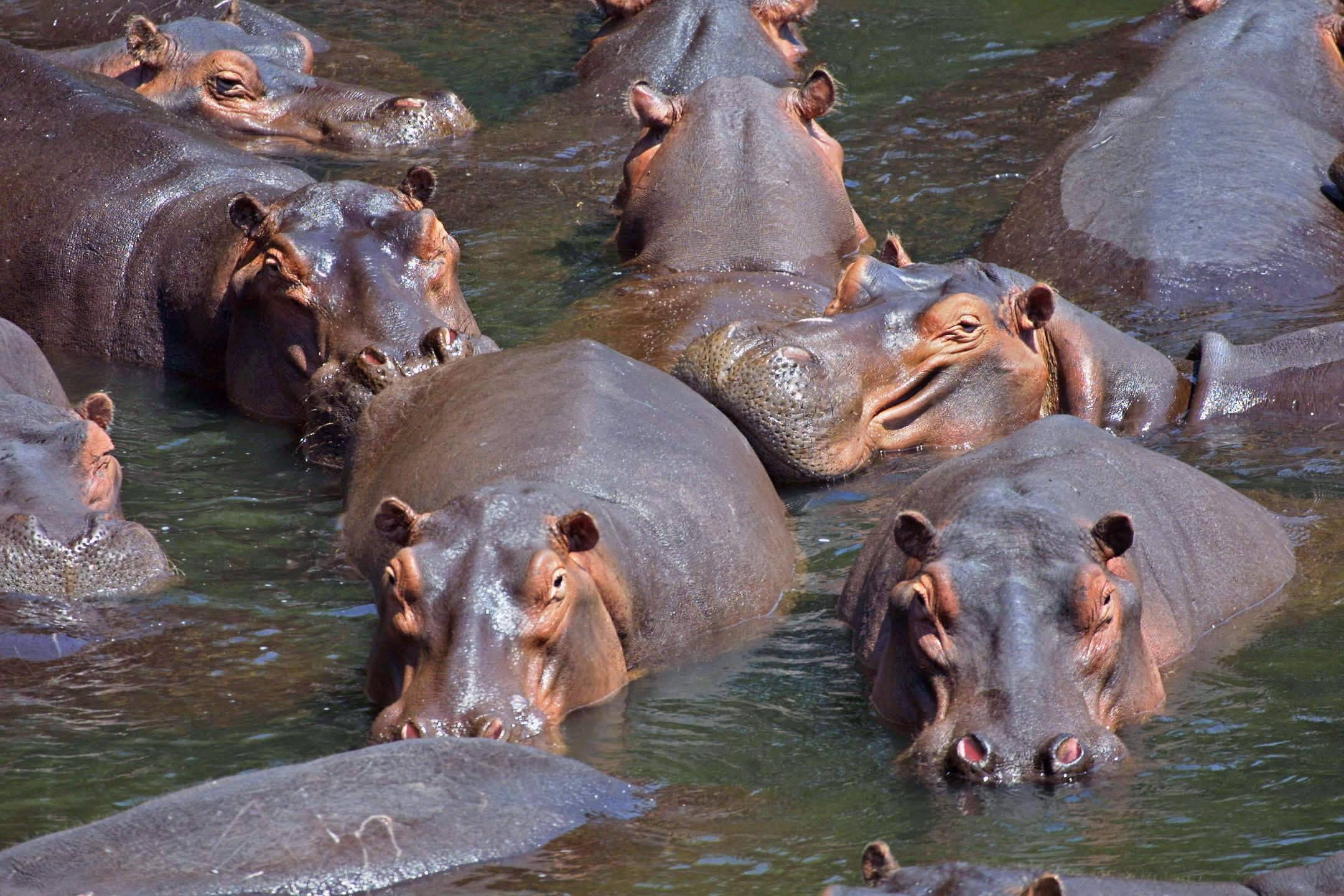
Hipopotami

### Epoca precolonială
Primii locuitori ai zonei au fost triburile de pigmei. Aceste triburi au fost înlocuite și absorbite de triburile bantu în timpul migrațiilor bantu.
Între 2000 î.Chr. și 500 d.Chr. triburi bantu au pătruns în valuri dinspre nord-vest pe teritoriul ocupat astăzi de Republica Democratică Congo. Aceste migrații au dislocat populația pigmee locală spre sudul statului de astăzi. Migrații ale unor populații din regiunile Darfur și Kordofan din Sudan în zona de nord est precum și alte migrații dinspre estul Africii spre estul Congo-ului, au contribuit și mai mult la amestecul de populație din Congo.
Triburile bantu au adus tehnici agricole și tehnici de prelucrare a fierului dinspre vestul Africii. Ei au stabilit familia de limbi bantu ca principal set de limbi ale congolezilor.
În secolul al V-lea într-o regiune de aproximativ 200 de km de-a lungul râului Lualaba (provincia Katanga din prezent) s-a dezvoltat cultura Upemba, ea evoluând mai târziu în mai evoluatul regat Luba.
Procesul prin care societatea Upemba s-a transformat în regatul Luba a fost unul gradual și complex. Diverse regate s-au succedat de-a lungul acestui proces de trecere de la cultura Upemba la regatul Luba. Nivelul de civilizație a acestor grupuri s-a dezvoltat datorită existenței unor resurse bogate (în special minereuri), datorită dezvoltării tehnologiilor de prelucrare a fierului și cuprului. La acestea se adăuga comerțul cu fildeș și alte bunuri. Regatul Luba a stabilit rețele comerciale importante (legăturile se întindeau pe o distanță de peste 1.500 de km) până la Oceanul Indian. În secolul al XV-lea regatul ajunsese să aibă o conducere centrală puternică.

### Statul Independent Congo (1870 – 1908)
Între 1870 și 1920 a avut loc explorarea regiunii și stabilirea administrației europene. Henry Morton Stanley a explorat zona finanțat fiind de regele Leopold al II-lea al Belgiei care dorea să transforme ceea ce a devenit Congo într-o colonie.
După o serie de negocieri Leopold a reușit să obțină teritoriul Congo la Conferința de la Berlin din 1885. El a transformat Congo în proprietatea sa privată numindu-l Statul Liber Congo. O serie de proiecte de dezvoltare de tipul căii ferate de la coastă la Leopoldville (acum Kinshasa) au început în zonă. Aceste proiecte de dezvoltare erau gândite astfel încât să permită extragerea cât mai rapidă a resurselor țării, chiar dacă însemna exploatarea africanilor.
Statul Liber Congo a devenit un mare producător de cauciuc în condițiile dezvoltării industriei cauciucurilor. Vânzarea cauciucului l-a făcut foarte bogat pe Leopold care a construit în onoarea sa o serie de clădiri în Bruxelles și Ostende. Ca urmare a exploatării populației locale și a bolilor, în perioada 1885-1908 au murit între 5 și 15 milioane de oameni (cifra general acceptată este de 5 milioane). O comisie guvernamentală a ajuns mai târziu la concluzia că populația Congo-ului se redusese la jumătate în timpul acestei brutale perioade. 
Pentru a fi folosită ca mijloc de represiune a fost formată Force Publique (FP). Această grupare, de tipul unei armate, folosea de multe ori practici de tipul tăierii membrelor nativilor.
Au existat și proteste internaționale în principal din partea lui Edmund Dene Morel, Mark Twain și a diplomatului britanic Roger Casement, al cărui raport despre Congo din 1904 condamna practica tăierii membrelor. Acțiunea lucrării Heart of Darkness a lui Joseph Conrad se desfășoară în Statul Liber Congo. În 1908 statul belgian a cedat presiunilor internaționale (în special din partea Marii Britanii) și a preluat în administrația sa Statul Liber, luându-l regelui. De atunci statul s-a numit Congo Belgian.

### Congo-ul belgian (1908 – 1960)
După ce guvernul belgian a preluat controlul asupra administrației Congo-ului de la regele Leopold II situația din Congo s-a îmbunătățit. Evoluțiile economice și sociale au transformat colonia. Au fost construite spitale și școli la care aveau acces mulți dintre congolezi. Chiar și limbile diverselor etnii erau predate în școli, lucru rar în colonii. S-au reușit de asemnea victorii împotriva bolii somnului (transmisă de musca tse-tse). Administrația a continuat reformele economice construind căi ferate, porturi, drumuri, mine, plantații, zone industriale, etc. În anii '50 speranța de viață era în jur de 55 de ani; astăzi este de 51. În ciuda acestor evoluții congolezii nu aveau putere politică. Totul era decis în Leopoldville sau Bruxelles. Secretarul belgian al coloniei și Guvernatorul-general (conducătorul coloniei) aveau putere absolută; congolezii nu aveau deloc. Cu timpul a crescut rezistența congolezilor față de această lipsă de democrație. În 1955 clasa superioară a societății congoleze, așa-numiții "évolués", a pornit o campanie pentru a pune capăt acestei inegalități.
În timpul celui de-al doilea război mondial armata congoleză a obținut o serie de victorii împotriva italienilor în nordul Africii. Congo-ul Belgian care era bogat în depozite de uraniu a furnizat Statelor Unite ale Americii uraniul ce a fost folosit pentru a construi bombele atomice care au distrus orașele japoneze Hiroșima și Nagasaki la sfârșitul războiului.

### Crize politice (1960-1965)
În mai 1960 partidul Mouvement National Congolais (MNC), condus de Patrice Lumumba a câștigat alegerile parlamentare și Lumumba a fost numit prim-ministru. Joseph Kasavubu (din partea Alliance des Bakongo) a fost ales președinte de către parlament. Alte partide care au apărut în această perioadă au fost Parti Solidaire Africain (sau PSA, condus de Antoine Gizenga) și Parti National du Peuple (PNP, condus de Albert Delvaux și Laurent Mbariko).
Congo-ul Belgian și-a obținut independența în 30 iunie 1960 sub numele de Republica Congo (République du Congo). Deoarece și colonia franceză a Congo-ului de Mijloc (Moyen Congo) și-a ales numele de Republica Congo după ce și-a obținut independența, cele două țări erau cunoscute sub numele de Congo-Léopoldville și Congo-Brazzaville, după numele capitalelor lor.
În zilele care au urmat independenței, forțele de securitate congoleze s-au revoltat, fiind nemulțumite de faptul că întregul corp al ofițerilor era format din belgieni, administrația s-a dizolvat și dezordinea a cuprins țara. Belgia a trimis trupe suplimentare (s-au alăturat trupelor belgiene existente) în Congo, fără acordul guvernului congolez, pentru a restaura ordinea și pentru a proteja cetățenii belgieni. 
Pentru a recăpăta controlul asupra armatei ce se revoltase, primul ministru a numit un congolez ca nou comandant al soldaților, iar Joseph-Désiré Mobutu, cel ce va deveni mai târziu conducătorul acestei țări, a fost numit șef al statului major. Nemulțumit de toate aceste evenimente, Moise Tshombe⁠(en)[traduceți], președintele bogatei regiuni Katanga, a proclamat pe 11 iulie independența acesteia. Și regiunea Kasai de Sud a intrat într-o luptă de secesiune împotriva noii conduceri.
Astfel conflictul din Congo a devenit, în același timp, unul internațional (datorat intervenției Belgiei în fosta sa colonie), cât și unul intern (cauzat de secesiunea unei provincii într-un stat nou).
La 12 iulie 1960 guvernul congolez a cerut ONU să intervină militar pentru a proteja teritoriul național al statului congolez împotriva agresiunii externe (belgiene). ONU a trimis în Congo misiunea de pace ONUC, cea mai mare de până la acea dată.
Belgienii, dorind să își mențină controlul asupra resurselor minerale ale statului, au susținut secesiunea Katangăi, deși nu au recunoscut independența provinciei. 
În această situație dificilă, evenimentele s-au precipitat ducând la o criză între președintele Kasavubu și primul ministru Patrice Lumumba. Conflictul dintre președinte și prim ministru s-a dezvoltat, culminând cu decizia președintelui Kasavubu de a-l demite pe primul ministru Lumumba. Acesta, la rândul său, l-a demis pe președinte. Lumumba îl numise pe Joseph-Désiré Mobutu ca șef al statului major al noii armate congoleze, Armee Nationale Congolaise (ANC). Profitând de criza dintre Kasavubu și Lumumba, Mobutu a obținut sprijinul armatei, bucurându-se de sprijinul financiar al Statelor Unite și al Belgiei. Puterile occidentale se temeau de o creștere a influenței comuniste în Congo. În schimb, Lumumba se bucura de sprijinul Uniunii Sovietice.
Colonelul Mobutu a organizat o lovitură de stat, instaurând un regim care îl sprijinea pe Kasavubu. Lumumba a fost arestat, mutat, în captivitate, în diverse locuri și, apoi, trimis în Katanga, unde a fost omorât în februarie 1961. După moartea acestuia, Congo s-a împărțit în patru zone: regiunea controlată de guvernul central (provinciile Leopoldville, Equatorial și Kasai Vest), regiunea controlată de Gizenga, urmașul lui Lumumba (provinciile Oriental și Kivu), Katanga condusă de Tshombe iar în provincia Kasai și în nordul Katangăi liderul triburilor Baluba, Albert Kalonji. 
Secesiunea Katangăi a fost în cele din urmă înăbușită de trupele ONU. Moise Tshombe a fost nevoit să accepte încetarea secesiunii, recunoscând guvernul central congolez. În urma acestor revolte și a haosului existent a murit un mare număr de congolezi.

### Zair (1971 – 1997)
După 5 ani de instabilitate și conflict, Joseph-Désiré Mobutu l-a răsturnat pe Kasavubu în 1965 beneficiind, se pare, și de sprijinul CIA. Mobutu se opunea comunismului putând fi, astfel, un aliat important al SUA în zonă. Mobutu a stabilit un sistem cu un partid unic și s-a declarat șef al statului. El organiza, din când în când, alegeri în care era singurul candidat. Deși în țară era pace și o oarecare stabilitate, Mobutu a fost acuzat de numeroase încălcări ale drepturilor omului, de represiune, corupție și de construirea unui cult al personalității (toate bancnotele congoleze aveau imaginea sa, portretul său era prezent în toate clădirile publice, în majoritatea întreprinderilor, pe panouri). În 1984 se pare că Mobutu avea 4 miliarde de dolari în conturi personale din bănci elvețiene, o sumă aproape egală cu datoria țării. Într-un efort de a crește conștiința africană națională, Mobutu a redenumit orașele țării: Léopoldville a devenit Kinshasa, Stanleyville a devenit Kisangani și Elisabethville a devenit Lubumbashi. În 1971 el a redenumit țara care se numea acum Republica Zair, acesta fiind a patra schimbare a numelui în 11 ani. Râul Congo a devenit râul Zair. În 1972 Mobutu și-a schimbat numele în Mobutu Sese Seko Koko Ngbendu Wa Za Banga.
După colapsul Uniunii Sovietice, relațiile dintre SUA și Kinshasa s-au răcit; Mobutu nu mai era necesar în logica post Război rece. În același timp, opoziția din interior se întărea, cerând reforme. În această atmosferă, Mobutu a proclamat a Treia Republică în 1990, a cărei constituție trebuia să permită reformele democratice. Dar aceste reforme au fost mai degrabă cosmetice și Mobutu a rămas la putere până când a fost nevoit să fugă din Zair în 1997.

### Conflict și tranziție (1996 – 2018)
Din 1994 Congo a fost afectat de conflicte etnice și război civil cauzate de influxul masiv de refugiați din cauza genocidului din Ruanda. Guvernul lui Mobutu Sese Seko a fost răsturnat cu sprijinul Ruandei și Ugandei de Laurent-Désiré Kabila în mai 1997; el a schimbat numele țării înapoi în Republica Democratică Congo-Kinshasa. Dar foștii lui aliați s-au întors împotriva sa, regimul său fiind confruntat în august 1998 cu o rebeliune ruandeză și ugandeză. Trupe din Zimbabwe, Angola, Namibia, Ciad și Sudan au intervenit de partea noului regim de la Kinshasa. Deși o încetare a focului a fost semnată la 10 iulie 1999, luptele au continuat în partea estică a țării, fiind finanțate cu venituri provenind din extracția ilegală de minerale precum coltan, caserită sau diamante. Kabila a fost asasinat în ianuarie 2001 și fiul său Joseph Kabila a fost numit șef al statului. Noul președinte a încercat să pună capăt războiului, reușindu-se semnarea unui acord în Africa de Sud, în 2002. În 2003 s-a format un guvern de tranziție, Kabila numind 4 vice-președinți, dintre care 2 luptaseră împotriva sa. În estul țării situația este volatilă din cauza conflictului din Ituri și a activității continue în regiunile Kivu a Forțelor Democratice pentru Eliberarea Ruandei. Războiul din Congo este cel mai sângeros conflict de după al Doilea Război Mondial. Datele din 2008 arată că, în ultimul deceniu, 5,4 milioane de oameni și-au pierdut viața din cauza războiului, cei mai mulți din cauza bolilor și a foametei asociate acestuia. Oficial, conflictul s-a încheiat în 2003, dar dezastrul continuă să facă victime.
În prezent, Organizația Națiunilor Unite are desfășurată în Congo cea mai mare misiune de menținere a păcii la moment actual, MONUC.
La 30 iulie 2006 în Congo au avut loc primele alegeri pluri-partidiste de la dobândirea independenței în 1960. Joseph Kabila a obținut 45% din voturi iar principalul său oponent Jean-Pierre Bemba a obținut 20%. Ca urmare a acestui rezultat nedecis, pe 20 august 2006 au izbucnit violențe între cele două facțiuni în capitala țării, Kinshasa. 16 oameni au murit până când misiunea ONU, MONUC, a preluat controlul orașului. Un nou tur de scrutin între primii doi candidați, Kabila și Bemba, s-a desfășurat la 29 octombrie 2006, fiind câștigat de Kabila, care a fost declarat președinte. Guvernarea sa a fost marcată de conflicte: continuarea războiului din Ituri, rebeliuni în Kivu de Nord și Katanga de Nord ș. a. Refuzul din 2016 al președintelui Kabila de a-și depune mandatul și amânarea alegerilor au dus la proteste în masă. A urmat o perioadă de violențe majore.

### Alegerile din 2018 și noul președinte (2018-prezent)

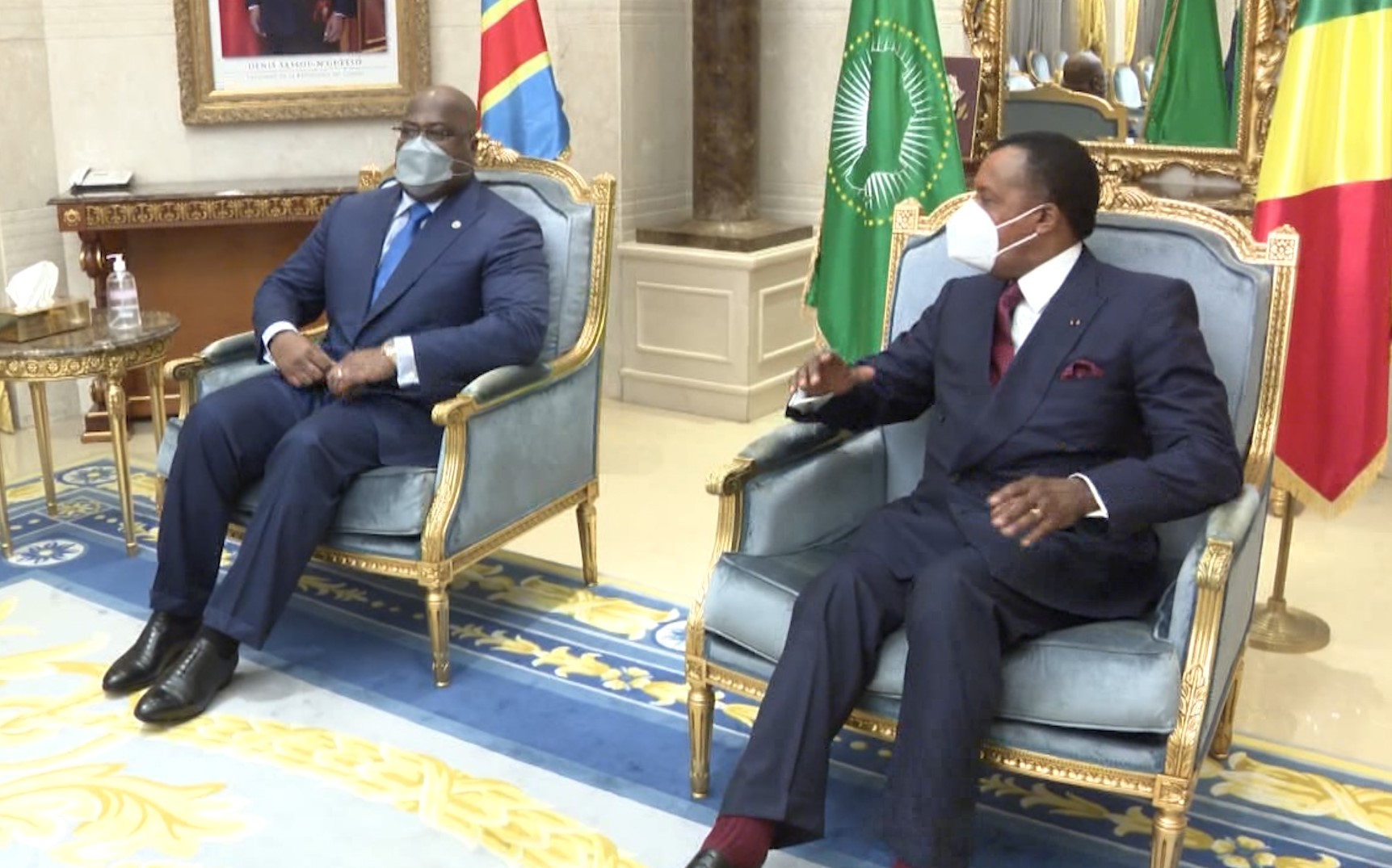
Președintele RD Congo Félix Tshisekedi cu președintele congolez Denis Sassou Nguesso în 2020; ambii poartă măști medicale din cauza pandemiei de COVID-19.

Pe 30 decembrie 2018 au avut loc alegeri generale. La 10 ianuarie 2019 comisia electorală l-a declarat pe candidatul opoziției Félix Tshisekedi câștigător al alegerilor prezidențiale, iar acesta a depus jurământul oficial ca președinte pe 24 ianuarie. Cu toate acestea, au existat suspiciuni larg răspândite că rezultatele au fost fraudate și că s-a încheiat o înțelegere între Tshisekedi și Kabila. Biserica Catolică a spus că rezultatele oficiale nu corespund informațiilor colectate de monitorii săi electorali. De asemenea, guvernul a „amânat” votul până în martie în unele zone, invocând focarul de Ebola din Kivu, precum și conflictul militar în curs. Acest lucru a fost criticat deoarece aceste regiuni sunt cunoscute ca bastioane ale opoziției. În august 2019, la șase luni după inaugurarea lui Félix Tshisekedi, a fost anunțat un guvern de coaliție.
Aliații politici ai lui Kabila au menținut controlul asupra ministerelor-cheie, legislativului, justiției și serviciilor de securitate. Cu toate acestea, Tshisekedi a reușit să-și întărească puterea, atrăgând de partea sa aproape 400 din 500 de membri ai Adunării Naționale. Președinții pro-Kabila din ambele camere ale parlamentului au fost forțați să plece. În aprilie 2021 noul guvern a fost format fără susținătorii lui Kabila.

## Geografie și economie

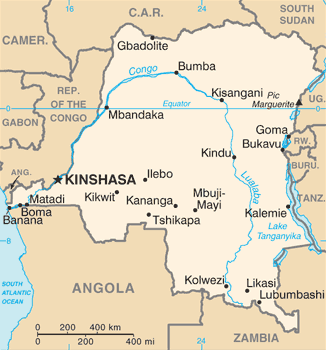
Harta Republicii Democratice Congo

Harta climatică (Köppen) a Republicii Democratice Congo

RDC este înconjurată aproape integral de uscat, exceptând o fâșie îngustă pe malul de nord al fluviului Congo, care asigură țării o ieșire la Oceanul Atlantic cu lungimea de 37 de km. Giganticul bazin al fluviului Congo domină relieful țării, acoperind o suprafață de aproximativ un milion km² și este în mare măsură acoperit de păduri ecuatoriale umede. Bazinul se înalță treptat sub forma unor podișuri muntoase la vest, pe când la sud sunt pășuni. Cei mai înalți munți se află în vest.
Situat la Ecuator, statul are o climă ecuatorială în mare parte dar și subecuatorială în extremul sud, cu cele mai înalte temperaturi în regiunea centrală. Munții din sud sunt mai calzi și mai arizi, pe când cei din vest sunt mai reci și mai umezi. Peste 60% din această țară mare este acoperită de păduri ecuatoriale care reprezintă aproximativ jumătate din pădurile ecuatoriale ale Africii și aproximativ 5% din totalul de păduri ale planetei.
Rețeaua de transport subdezvoltată a țării a împiedicat efectuarea unor defrișări masive. Totuși aceste defrișări au loc, într-o mică măsură, pentru a furniza locuitorilor lemn pentru foc și pentru a crea teren arabil. Cea mai mare parte a populației lucrează pământul, cultivând orez, manioc, arahide și pomi fructiferi.
RDC este extrem de bogată în resurse naturale și este una din principalele producătoare de cupru, cobalt și diamante.

## Diviziuni administrative
Țara este în prezent împărțită în orașul-provincie Kinshasa și alte 25 de provincii. Provinciile sunt împărțite în 145 de teritorii și 32 de orașe. Până în 2015 țara avea 11 provincii.
|                         | 1. Kinshasa                | 14. Provincia Ituri |
| 2. Kongo Central        | 15. Haut-Uele              |                     |
| 3. Kwango               | 16. Tshopo                 |                     |
| 4. Provincia Kwilu      | 17. Bas-Uele               |                     |
| 5. Provincia Mai-Ndombe | 18. Nord-Ubangi            |                     |
| 6. Provincia Kasaï      | 19. Mongala                |                     |
| 7. Kasaï-Central        | 20. Sud-Ubangi             |                     |
| 8. Kasaï-Oriental       | 21. Provincia Equateur     |                     |
| 9. Provincia Lomami     | 22. Tshuapa                |                     |
| 10. Sankuru             | 23. Provincia Tanganyika   |                     |
| 11. Maniema             | 24. Haut-Lomami            |                     |
| 12. Kivu de Sud         | 25. Provincia Lualaba      |                     |
| 13. Kivu de Nord        | 26. Provincia Haut-Katanga |                     |

Provinciile sunt subdivizate în districte ce la rândul lor sunt împărțite în teritorii.

## Demografie

### Limbi

Cele patru limbi bantu cu statut „național”.

Franceza este limba oficială a Republicii Democratice Congo. Este acceptată cultural ca lingua franca, facilitând comunicarea între numeroasele grupuri etnice din Congo. Potrivit unui raport OIF din 2018, 49 milioane de congolezi (51% din populație) știau să citească și să scrie în franceză. Un sondaj din 2021 a constatat că 74% din populație putea vorbi franceza, ceea ce o face cea mai vorbită limbă din țară.
În țară sunt vorbite aproximativ 242 de limbi, dintre care patru au statutul de limbi naționale: Kituba (Kikongo), Lingala, Tshiluba și Swahili. Deși un număr limitat de oameni le vorbesc ca primă limbă, cea mai mare parte a populației le vorbește ca a doua limbă, după limba maternă a propriului grup etnic. Lingala a fost limba oficială a Force Publique sub dominația colonială belgiană și rămâne până astăzi limba predominantă a forțelor armate. De la recentele rebeliuni, o bună parte a armatei din est folosește și swahili, care concurează pentru a fi lingua franca regională.

### Grupuri etnice
Peste 200 de grupuri etnice locuiesc în RDC, dintre care majoritatea sunt popoare bantu. Împreună, popoarele Mongo, Luba, Kongo, Mangbetu și Azande constituie aproximativ 45% din populație.
În 2021, ONU a estimat că populația țării este de 96 de milioane, o creștere rapidă de la 39,1 milioane în 1992, în ciuda războaielor continue. Au fost identificate și denumite până la 250 de grupuri etnice. Cele mai numeroase popoare sunt Kongo, Luba și Mongo. Aproximativ 600.000 de pigmei sunt aborigeni din RD Congo.

### Religie

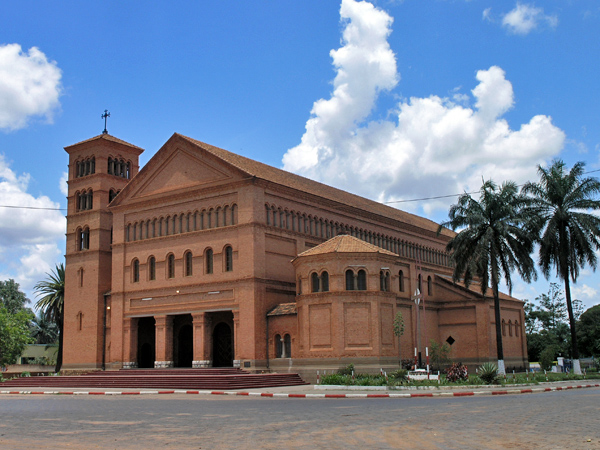
Catedrala Sf. Petru și Pavel, Lubumbashi

Creștinismul este religia predominantă a RDC. Un sondaj din 2013-14, realizat de Demographic and Health Surveys Programul în 2013-2014, a indicat că creștinii constituiau 93,7% din populație (cu catolicii reprezentând 29,7%, protestanții 26,8% și alți creștini 37,2%). O nouă mișcare religioasă creștină, kimbanguismul, a avut adeziunea de 2,8%, în timp ce musulmanii reprezentau 1%. Alte estimări recente au constatat că creștinismul este religia majoritară, urmată de 95,8% din populație conform unei estimări din 2010 a Pew Research Center, în timp ce CIA World Factbook raportează că această cifră este de 95,9%. Proporția adepților islamului este estimată diferit de la 1% la 12%.

## Patrimoniu mondial UNESCO
Până în anul 2011 pe lista patrimoniului mondial UNESCO au fost incluse 5 obiective din această țară.